# Pipilotti Rist
Pipilotti Rist, eg. Elisabeth Charlotte Rist, født 21. juni 1962, er en schweizisk videokunstner. Hun arbejder med levende billeder, ofte i stor skala. Billeder og videoer projiceret på loftet eller på møbler i store installationer. Hendes mest berømte værker omfatter Sip My Ocean (1996), Ever is Over All (1997), Homo Sapiens Sapiens (2005) og Gravity, Be My Friend (2007).